# Nicanor Molinare

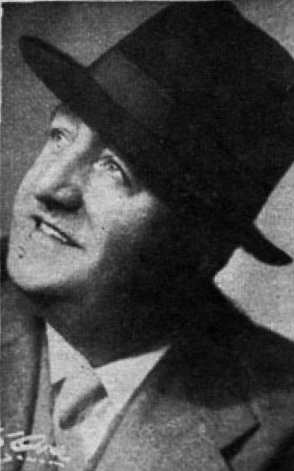
Nicanor Molinare Rencoret (1942)

Nicanor Molinare Rencoret (* 15. Juli 1896 in Santiago de Chile; † 25. Oktober 1957 ebenda) war ein chilenischer Komponist, Sänger, Schauspieler und Komiker.

## Leben
Nicanor Molinare Rencoret ist in Santiago de Chile geboren, zog jedoch in frühester Jugend nach Punta Arenas, wo er bis 1934 lebte. Molinare studierte am „Colegio de los Padres Franceses“ und nahm Gesangsunterricht bei Professor Mansueto Gaudio.
Molinares Karriere begann 1937 in Argentinien mit der Veröffentlichung der Kompositionen Catapún chin chin, Yo no pongo condiciniones und Chiu Chiu. In den folgenden Jahren schrieb er eine Reihe von Songs, darunter En la puerta de mi rancho, Mantelito blanco, Cantarito de greda, Cocorocó und Galopa, galopa.
1939 wirkte Molinare als Schauspieler in dem chilenischen Film Dos corazones y una tonada (Zwei Herzen und ein Lied) und 1952 in La Rosita de Cachapoal mit.
Nach einer abgebrochenen Tour durch Frankreich, Spanien, Deutschland und Italien verstarb Nicanor Molinare im Alter von sechzig Jahren in seiner Geburtsstadt.

## Musik und Texte
Seine Lieder bestehen aus einfachen Melodien. Die Begleitmusik ist auf wenigen Akkorden aufgebaut und hauptsächlich für Gitarren konzipiert. Bevorzugt ließ er auch das Bandoneon in seine Musik einfließen. Die Texte handeln hauptsächlich von der Landschaft, den Bräuchen und vom einfachen Leben in seiner Heimat, von dem Molinare teilweise sentimental, wie bei Cura de mi pueblo, jedoch auch humorvoll und lautmalerisch erzählt. Dann geht es um das Gezwitscher einer Morgenammer, wie in Chiu Chiu, oder das Krähen eines Hahnes in Cocorocó.
Molinare wurde hauptsächlich vom Label RCA Victor verlegt. Interpretiert wurden seine Lieder dort von dem mexikanischen Sänger Juan Arvizu, oder der chilenischen Folkloregruppe Los Huasos Quincheros. Auch Xavier Cugat und sein Orchester haben viele Stücke Molinares in ihr Repertoire aufgenommen. Dazu gehört auch der Song Chiu Chiu (Tchiou Tchiou), der zum Soundtrack des Hollywoodfilms Du warst nie berückender (1942, deutsche Erstaufführung am 8. Juli 1949) gehört. Molinare hat in Chile, Mexiko und Peru einen hohen Bekanntheitsgrad. Seine Lieder wurden zudem weltweit vielfach gecovert; die Melodie von Chiu Chiu ist Bestandteil vom Trinklied Eisgekühlter Bommerlunder der Düsseldorfer Band Die Toten Hosen und vom Karnevalschlager Prima, Prima Prümmcher der Kölner Gruppe Bläck Fööss.

## Musikalische Werke (Auswahl)
- 1937: Catapún chin chin
- 1937: Yo no pongo condiciones
- 1937: Chiu-chiu
- 1939: Oro purito
- 1940: En la puerta de mi rancho (An der Türe meiner Ranch)
- 1940: Cantarito de greda
- 1942: Cura de mi pueblo (Heilung meines Volkes)
- 1942: Mantelito blanco
- 1942: Viejo pregón

- El andariego
- estilo
- Cocorocó
- Galopa, galopa
- El yerbatero
- El organillero (Walzer)

## Filmografie
- 1931: Hollywood, City of Illusion
- 1939: Zwei Herzen und ein Lied (Dos corazones y una tonada)
- 1942: Du warst nie berückender (You Were Never Lovelier) (Soundtrack)
- 1952: La Rosita de Cachapoal